# Carolyn S. Gordon
Carolyn S. Gordon (nacida en 1950) es matemática y profesora de matemáticas Benjamin Cheney en Dartmouth College. Es muy conocida por haber dado una respuesta negativa a la pregunta "¿Puedes oír la forma de un tambor?" en su trabajo con David Webb y Scott A. Wolpert. Es ganadora del premio Chauvenet en 2001 y conferenciante Noether en 2010.

## Primeros años y educación
Gordon se licenció en Ciencias en la Universidad de Purdue. Inició sus estudios de posgrado en la Universidad Washington en San Luis, donde obtuvo su doctorado en matemáticas en 1979. Su director de doctorado fue Edward Nathan Wilson y su tesis versó sobre grupos de isometría de variedades homogéneas. Realizó un postdoctorado en el Technion Israel Institute of Technology y ocupó cargos en la Universidad de Lehigh y la Universidad de Washington.

## Carrera profesional

Este es el ejemplo de Gordon-Webb-Wolpert de dos superficies planas con el mismo espectro. Observa que ambos polígonos tienen la misma área y perímetro.

Gordon es más conocida por su trabajo en geometría isoespectral, que se refiere a la audición de la forma de un tambor. En 1966, Mark Kac se preguntó si la forma de un tambor podía estar determinada por el sonido que emite (si una variedad riemanniana está determinada por el espectro de su operador de Laplace-Beltrami). John Milnor observó que un teorema debido a Witt implicaba la existencia de un par de toros de 16 dimensiones que tienen el mismo espectro pero diferentes formas. Sin embargo, el problema en dos dimensiones permaneció abierto hasta 1992, cuando Gordon, con los coautores Webb y Wolpert, construyó un par de regiones en el plano euclidiano que tienen formas diferentes pero valores propios idénticos (véase la figura de la derecha). En trabajos posteriores, Gordon y Webb produjeron dominios isoespectrales convexos en el plano hiperbólico y en el espacio euclidiano.
Gordon es autora o coautora de más de 30 artículos sobre geometría isoespectral, incluyendo trabajos sobre variedades riemannianas cerradas isoespectrales con una cobertura riemanniana común. Estas variedades riemannianas isoespectrales tienen la misma geometría local pero diferente topología. Pueden hallarse utilizando el "método Sunada", debido a Toshikazu Sunada. En 1993, encontró variedades riemannianas isoespectrales que no son localmente isométricas y, desde entonces, ha trabajado con coautores para producir una serie de otros ejemplos de este tipo.
Gordon también ha trabajado en proyectos relacionados con la clase de homología, el espectro de longitud (la colección de longitudes de todas las geodésicas cerradas, junto con multiplicidades) y el flujo geodésico en variedades isoespectrales de Riemann.

## Premios y honores seleccionados
En 2001, Gordon y Webb recibieron el premio Chauvenet de la Asociación Matemática de América por su artículo de American Scientist de 1996, "You can't hear the shape of a drum". En 1990, la American Mathematical Societyl e concedió una beca del centenario de la AMS por su destacada investigación en los inicios de su carrera. En 1999, Gordon presentó un discurso de invitación conjunto AMS-MAA. En 2010 fue seleccionada como conferenciante Noether. En 2012 se convirtió en miembro de la Sociedad Matemática Estadounidense y de la Asociación Estadounidense para el Avance de la Ciencia. En 2017 fue seleccionada como becaria de la Asociación de Mujeres en Matemáticas en la clase inaugural. Gordon apareció en el homenaje del Mes de la Historia de la Mujer en la edición de marzo de 2018 de AMS Notices.

## Artículos seleccionados
- Gordon, Carolyn (2001), «Isospectral Deformations of Metrics on Spheres», Inventiones Mathematicae 145 (2): 317-331, Bibcode:2001InMat.145..317G, doi:10.1007/s002220100150.
- Gordon, Carolyn; Webb, David (1996), «You can't hear the shape of a drum», American Scientist 84 (January–February): 46-55, Bibcode:1996AmSci..84...46G.
- Gordon, Carolyn (1994), Isospectral Closed Riemannian Manifolds which are not Locally Isometric II, Contemporary Mathematics 173, American Mathematical Society, pp. 121-131, ISBN 9780821851852, doi:10.1090/conm/173/01821.
- Gordon, Carolyn; Webb, David; Wolpert, Scott (1992), «Isospectral plane domains and surfaces via Riemannian orbifolds», Inventiones Mathematicae 110: 1-22, Bibcode:1992InMat.110....1G, doi:10.1007/BF01231320.
- Gordon, Carolyn; Webb, David L.; Wolpert, Scott (1992), «One Cannot Hear the Shape of a Drum», Bulletin of the American Mathematical Society 27: 134-138, doi:10.1090/S0273-0979-1992-00289-6.
- Gordon, Carolyn; Wilson, Edward (1984), «Isospectral deformations of compact solvmanifolds», Journal of Differential Geometry 19: 241-256, doi:10.4310/jdg/1214438431.

## Vida personal
Gordon está casada con David Webb. Dice que criar a su hija, Annalisa, es su mayor alegría en la vida.